# Schwules Museum
Schwules Museum (tj. Homosexuální muzeum) je muzeum v Berlíně, které se specializuje na aspekty homosexuality. Ve své stálé expozici dokumentuje dějiny homosexuality. Od května 2013 sídlí v ulici Lützowstraße č. 73 ve čtvrti Tiergarten.

## Historie
Impulsem pro založení muzea se stala muzejní výstava v roce 1984, která představovala historii homosexuálů v Berlíně v období 1850–1950, a byla první takto rozsáhlou výstavou pro veřejnost. Po velkém úspěchu, který výstava měla, bylo založeno sdružení Verein der Freunde eines Schwulen Museums in Berlin (Spolek přátel homosexuálního muzea v Berlíně). Muzeum samotné bylo založeno 6. prosince 1985. Hlavním cílem muzea bylo pomocí výstav přibližovat veřejnosti rozmanitost života LGBT osob.
První výstava muzea se konala v září 1987 u příležitosti oslav 750. let Berlína s titulem 750 warme Berliner (750 teplých Berlíňanů) v prostorách Allgemeine Homosexuelle Arbeitsgemeinschaft (Všeobecné homosexuální pracovní společenství) na Friedrichstraße. O dva roky později muzeum přesídlilo na ulici Mehringdamm ve čtvrti Kreuzberg, kde sídlilo do března 2013. Dne 18. května téhož roku otevřelo nové sídlo v ulici Lützowstraße.

## Stálá expozice
Od prosince 2004 probíhá stálá výstava po názvem Selbstbewusstsein und Beharrlichkeit. 200 Jahre schwule Geschichte (Sebevědomí a vytrvalost. 200 let homosexuálních dějin). Představuje strategie, možnosti a problémy homosexuálů, jak vedli obyčejný život, nacházeli stejně smýšlející a organizovali vlastní sítě v období 1790–1990. A rovněž společenské a právní podmínky, jako byl § 175 a s tím spojená omezení, pronásledování a trestání homosexuálů, jakož i úspěchy homosexuálního hnutí.

## Dočasné výstavy
Souběžně se stálou expozicí muzeum organizuje jednorázové výstavy, ve kterých osvětluje jednotlivá období nebo určitý historický vývoj, jako např. Goodbye to Berlin. 100 Jahre Schwulenbewegung (100 let homosexuálního hnutí) v roce 1997 nebo Verfolgung homosexueller Männer in Berlin 1933–45 (Pronásledování homosexuálních mužů v Berlíně 1933–45) o postavení homosexuálů v období nacismu.
Další výstavy přibližují uskupení nebo osobnosti jako Oscar Wilde, Marlene Dietrichová, Rainer Werner Fassbinder, Michel Foucault, Thomas Mann, Ludwig Wittgenstein nebo Pier Paolo Pasolini.

## Archiv a knihovna muzea
Součástí muzea je rovněž archiv, který uchovává, katalogizuje a průběžně doplňuje časopisy vydávané od roku 1986 v Německu, v Evropě i v mimoevropských zemích. Archiv tištěných materiálů obsahuje asi 3000 položek. Jedná se od jednotlivých tisků vydaných vlastním nákladem až po novinové články, které se týkají homosexuality. Další skupinou v archivu je sbírka fotografií, videí, filmů, plakátů, rukopisů, uměleckých děl i písemných pozůstalostí.
Knihovna zahrnuje zhruba 10 000 svazků k tématu homosexualita. Od roku 1987 muzeum vydává vlastní časopis o dějinách homosexuality Capri.